# Sophia Nomvete

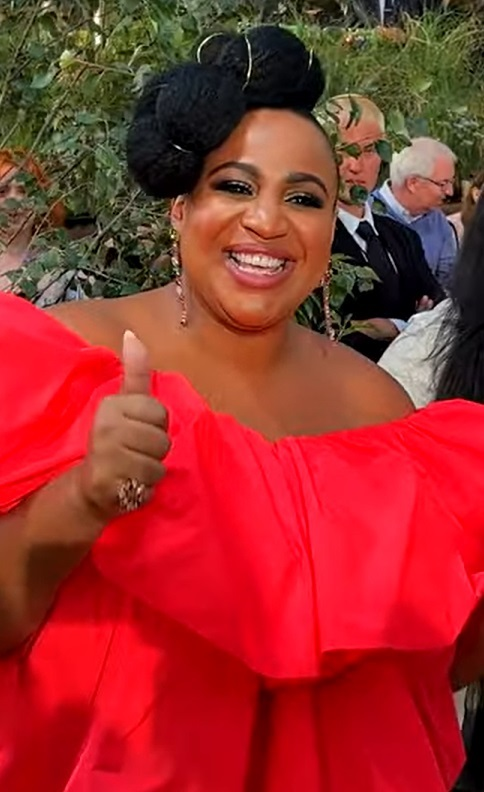
Sophia Nomvete (2022)

Sophia Nomvete (* 1989/90 im Vereinigten Königreich) ist eine britische Schauspielerin.

## Leben
Sophia Nomvete, die südafrikanisch-iranischer Abstammung und eine Nichte der Schauspielerin Pamela Nomvete ist, schloss im Jahr 2006 die Arts Educational Schools (ArtsEd) in London mit einem Bachelor of Arts im Fach Musiktheater ab. Sie ist mit Daniel Cox verheiratet und hat eine Tochter (* 2019/20).
Von etwa 2007 bis 2018 trat sie in Bühnenproduktionen auf. Für ihre Rolle als Miss Sofia in der Europa-Premiere des Musicals The Color Purple wurde sie für den Best Supporting Actress Award von WhatsOnStage und die Best Supporting Role in a Musical des Evening Standard und von Broadway World nominiert. Ihr Schauspieldebüt vor Kamera gab sie 2018 in dem Fernsehspecial The Tempest. Anschließend war sie 2019 in der Fernsehserie Swashbuckle zu sehen. Seit 2022 spielt sie in der Serie Der Herr der Ringe: Die Ringe der Macht als erste schwarze Frau innerhalb des Franchises die Rolle einer Zwergin, die der Prinzessin Disa aus dem Königreich Khazad-dûm. 2023 bekam Nomvete in dem Film Mafia Mamma eine Hauptrolle.

## Theater
- 2007: Fame – The Musical, Manchester Opera House (als Mabel Washington)[8]
- 2009: England People Very Nice von Richard Bean, National Theatre, London (Regie: Nicholas Hytner)[9]
- 2010: Grimm Tales von Carol Ann Duffy, Library Theatre, Manchester (Regie: Rachel O’Riordan)[10]
- 2013: The Color Purple von Marsha Norman, Menier Chocolate Factory, London (als Sofia; Regie: John Doyle)[11]
- 2015: As You Like It von William Shakespeare, Shakespeare’s Globe, London (als Audrey; Regie: Blanche McIntyre)[12]
- 2015: The Heresy of Love von Helen Edmundson, Shakespeare’s Globe, London (Regie: John Dove)[13]
- 2016: Noises Off von Michael Frayn, Nottingham Playhouse (als Brooke; Regie: Blanche McIntyre)[14]
- 2017: Vice Versa von Plautus, The Swan, Stratford-upon-Avon (als Dexter; Regie: Phil Porter)[15]
- 2017: The Wizard of Oz von Lyman Frank Baum, Crucible Theatre, Sheffield (als Aunt Em; Regie: Robert Hastie)[16]
- 2018: Miss Littlewood von Sam Kenyon, The Swan, Stratford-upon-Avon (als Avis Bunnage; Regie: Erica Whyman)[17]
- 2018: Billionaire Boy von David Walliams, NST City, Southampton (Regie: Jon Brittain)[18]

## Filmografie
- 2018: The Tempest (Fernsehspecial)
- 2019: Swashbuckle (Fernsehserie, 26 Episoden)
- seit 2022: Der Herr der Ringe: Die Ringe der Macht (The Lord of the Rings: The Rings of Power; Fernsehserie)
- 2022: Wednesday (Fernsehserie, Staffel 1 - Episode 3)
- 2023: Mafia Mamma
- 2023: Baldur’s Gate 3 (Videospiel)

## Hörbuch
- Pari Thomson: Greenwild. The World Behind the Door. Pan Macmillan, London 2023, ISBN 978-1-0350-1576-4.
- Pari Thomson: Greenwild. The City Beyond the Sea. Pan Macmillan, London 2024, ISBN 978-1-0350-2117-8.